# Chouto
Chouto ist ein Ort und eine ehemalige Gemeinde (Freguesia) in Zentral-Portugal im Ribatejo angrenzend an Alentejo. Sie gehört zum Kreis Chamusca, der wiederum Teil des Distrikts Santarém ist. Chouto hat 584 Einwohner (Stand 30. Juni 2011). In der Umgebung gibt es hektargrosse Hügel mit Korkeichen, die alle sieben Jahre geschält werden.
Chouto liegt auf 119 m Höhe in einer hügeligen Gegend bei Lissabon.
Am 29. September 2013 wurden die Gemeinden Chouto und Parreira zur neuen Gemeinde União das Freguesias de Parreira e Chouto zusammengeschlossen.